# Siêu xa lộ thông tin
Siêu xa lộ thông tin là một thuật ngữ phổ biến được sử dụng trong những năm 1990 để chỉ các hệ thống truyền thông kỹ thuật số và mạng viễn thông Internet. Nó được liên kết với Thượng nghị sĩ Hoa Kỳ và sau đó là Phó Tổng thống Al Gore.

## Định nghĩa
Có một số định nghĩa của thuật ngữ này. Wired Style: Principles of English Usage in the Digital Age định nghĩa thuật ngữ này là "toàn bộ cấu trúc kỹ thuật số - tương tác, cáp, băng thông rộng, 500 kênh [...] sau đó - Thượng nghị sĩ Al Gore Jr. đã giới thiệu nó tại một cuộc họp năm 1978 của người trong ngành công nghiệp máy tính, để tỏ lòng kính trọng với cha mình, Thượng nghị sĩ Albert Gore Sr. " 
McGraw-Hill Computer Desktop Encyclopedia, xuất bản năm 2001, định nghĩa thuật ngữ này là "một hệ thống liên lạc tốc độ cao được đề xuất bởi chính quyền của Clinton/Gore để tăng cường giáo dục ở Mỹ trong Thế kỷ 21. Mục đích của nó là giúp mọi công dân bất kể mức thu nhập của họ. Internet ban đầu được trích dẫn là một mô hình cho đường cao tốc này; tuy nhiên, với sự bùng nổ của World Wide Web, Internet đã trở thành đường cao tốc thông tin ".